# Щ-127
«Щ-127» — советская дизель-электрическая торпедная подводная лодка времён Второй мировой войны, принадлежит к серии X проекта Щ — «Щука».

## История корабля
Лодка была заложена 23 июля 1934 года на заводе № 194 «имени А. Марти» в Ленинграде, в 1934 году в виде секций перевезена по железной дороге на завод № 202 «Дальзавод» во Владивостоке, спущена на воду 13 июня 1935 года, 30 октября 1936 год вошла в состав 33 дивизиона 3 бригады подводных лодок Тихоокеанского флота с базированием в Находке.

### Служба
19 августа 1938 года при затоплении дока после ремонта в 5 отсек начала поступать вода. Док осушили, неисправность нашли и устранили. Виновником течи оказался неправильно собранный кингстон. 
Начало ВОВ встретила в составе 12-го дивизиона подводных лодок 1 отдельной дивизии подводных лодок ТОФ в Находке.
Начало боевых действий против Японии 9 августа 1945 года «Щ-127» встретила под командованием капитана 3-го ранга М. Д. Мельникова в составе 12 дивизиона 4 бригады подводных лодок с базированием в Находке.
14 августа 1945 года обнаружила в Японском море отряд боевых кораблей в составе линкора или крейсера в сопровождении четырёх эсминцев. Более часа вела наблюдение, докладывала курс и скорость, пока не потеряла контакт. В боевых действиях не участвовала.
10 июня 1949 года переименована в «С-127». 
9 ноября 1956 года выведена из боевого состава флота, поставлена на консервацию.
29 марта 1957 года исключена из состава флота.
1 октября 1957 года расформирована, отправлена на разоружение, демонтаж и разделку на металл.

## Командиры лодки
- … — 9 августа 1945 — 3 сентября 1945 — … Михаил Дмитриевич Мельников